# 조성초등학교
조성초등학교는 대한민국 전라남도 보성군 조성면 조성리에 있는 공립 초등학교이다.

## 학교 연혁
- 1921년 9월 24일 조성공립보통학교(4년제) 개교설립인가 6월 20일
- 1928년 4월 1일 6년제로 개편
- 1938년 4월 1일 조성북공립심상소학교로 개칭
- 1941년 4월 1일 조성북공립국민학교로 개칭
- 1980년 3월 26일 병설유치원 개원
- 1980년 4월 30일 조성국민학교 명칭 변경
- 1996년 3월 1일 조성초등학교로 개칭
- 1999년 3월 1일 조성중앙초등학교 통합
- 2000년 10월 30일 병설유치원 준공식
- 2016년 9월 1일 제33대 최말숙 교장 부임
- 2017년 2월 15일 제94회 졸업(총 11,455명)

## 학교 상징
- 교화 : 철쭉 - 명랑한 마음 강한 생활력
- 교목 : 소나무 - 역사의 전통 씩씩한 기상
- 교색 : 청색 - 희망찬 내일 착하고 바른 생활

## 참고 자료
- 조성초등학교 - 한국교육학술정보원 학교알리미